# Minus V
Minus V là album tổng hợp những bản nhạc nền một số ca khúc của Do As Infinity được phát hành vào năm 2006- sau khi ban nhạc tan rã. Chữ "V" trong tên album chính là "Van" trong "Van Tomiko"- ca sĩ chính.

## Danh sách
1. "Yesterday & Today" (Hôm qua & hôm nay)
2. "Break of Dawn" (Bình minh)
3. "Welcome!" (Chào mừng!)
4. "Fukai Mori" (深い森 Rừng sâu?)
5. "Koi Otome" (恋妃 Tình yêu người thiếu nữ?)
6. "Kūsō Ryōdan" (空想旅団 Lữ đoàn không tưởng?)
7. "Grateful Journey" (Hành trình tuyệt vời)
8. "Hiiragi" (柊 Hoa Holly?)
9. "Buranko" (ブランコ Đu quay?)
10. "Gates of Heaven" (Cổng thiên đàng)
11. "Kagaku no Yoru" (科学の夜 Đêm của tự nhiên?)
12. "Thanksgiving Day" (Lễ Tạ ơn)
13. "Robot" (Người máy)
14. "Need Your Love" (Cần tình yêu của anh)
15. "Na no Hanabatake" (菜ノ花畑 Vườn bách thảo?)
16. "I Miss You?" (Em nhớ anh?)
17. "Enrai" (遠雷 Tiếng sét phía xa?)

## Xếp hạng
| Bảng xếp hạng (2006) | Thứ hạng | Thời gian trụ hạng |
| -------------------- | -------- | ------------------ |
| Oricon Nhật Bản      | 141      | 1 tuần             |